# Café de Colombia (wielerploeg)
Café de Colombia was een Colombia wielerploeg, actief in de jaren 1985-1990. Het team werd gesponsord door de Colombiaanse koffietelers, de Federación Nacional de Cafeteros de Colombia.  
Café de Colombia werd in 1985 opgericht als een professioneel team voor Colombiaanse wielrenners, die net succes in Europa bereikten. Zo won Luis Herrera in de Ronde van Frankrijk 1984 de rit naar Alpe d'Huez. In 1983 deed er al een Colombiaans nationaal team mee aan de Ronde van Frankrijk, toen deze wedstrijd zich openstelde voor amateurs die mee wilden doen. Het team zette meteen goed in door in de Ronde van Frankrijk 1985 met Herrera twee ritten te winnen (Herrera won ook de bolletjestrui) en eentje met Fabio Parra, die ook de jongerentrui won en als vijfde eindigde in de Ronde van Spanje. Alhoewel het seizoen van 1986 grotendeels een teleurstelling was (Herrera werd slechts 22e in de Ronde van Frankrijk), werd het grootste succes van het team in 1987 behaald, toen Luis Herrera de Ronde van Spanje won. Herrera werd dat jaar ook vijfde in de Ronde van Frankrijk, waar hij de bolletjestrui voor de tweede keer won.
Het ging langzaam bergafwaarts met het team in 1988. Fabio Parra vertrok naar Kelme en Luis Herrera kon zijn titel in de Ronde van Spanje 1988 niet verdedigen; hij eindigde slechts 20e. Toch eindigde Herrera nog zesde in de Ronde van Frankrijk 1988 en won hij twee ritten en de bergtrui in de Ronde van Italië 1989, waarmee hij de bergtrui in alle drie de Grote Rondes gewonnen had. Ook in de Ronde van Spanje 1989 werd er een rit gewonnen, door Alberto Camargo. De Ronde van Frankrijk 1989 was echter een teleurstelling, Herrera was de hoogst geplaatste renner met een 19e plaats. Ook werd het budget van het team teruggeschroefd, aangezien de internationale prijzen voor koffie daalden.
In het laatste seizoen van het team, 1990, werden er nog twee etappeoverwinningen behaald in de Ronde van Spanje. Het team werd echter niet uitgenodigd voor de Ronde van Frankrijk 1990, en de Colombiaanse koffietelers besloten de sponsoring stop te zetten.

## Grote rondes
| Jaar | Ronde van Italië   | Ronde van Italië       | Ronde van Frankrijk                                     | Ronde van Frankrijk                     | Ronde van Spanje                            | Ronde van Spanje                    |
| Jaar | hoogste klassering | etappewinst            | hoogste klassering                                      | etappewinst                             | hoogste klassering                          | etappewinst                         |
| ---- | ------------------ | ---------------------- | ------------------------------------------------------- | --------------------------------------- | ------------------------------------------- | ----------------------------------- |
| 1985 | 42e Rafael Acevedo |                        | 7e Luis Herrera 8e Fabio Parra Luis Herrera Fabio Parra | 11e en 14e Luis Herrera 12e Fabio Parra | 5e Fabio Parra                              | 7e Antonio Agudelo                  |
| 1986 | geen deelname      | geen deelname          | 21e José Patrocinio Jiménez                             |                                         | 8e Fabio Parra                              |                                     |
| 1987 | geen deelname      | geen deelname          | 5e Luis Herrera 6e Fabio Parra Luis Herrera             |                                         | Luis Herrera 9e Henry Cárdenas Luis Herrera | 11e Luis Herrera                    |
| 1988 | geen deelname      | geen deelname          | 6e Luis Herrera                                         |                                         | 16e Martin Ramírez                          |                                     |
| 1989 | 18e Luis Herrera   | 13 en 18e Luis Herrera | 19e Luis Herrera                                        |                                         | 12e Martin Ramírez                          | 20e Alberto Camargo                 |
| 1990 | geen deelname      | geen deelname          | geen deelname                                           | geen deelname                           | 12e Luis Herrera                            | 5e Jesper Worre 11e Alberto Camargo |